# Laja Ahmad Khel
Laja Ahmad Khel är ett distrikt i Afghanistan. Det ligger i provinsen Paktia, i den östra delen av landet, 90 kilometer sydost om huvudstaden Kabul.
Distriktet beräknades år 2022 ha cirka 27 000 invånare.